# Marcelo Djaló
Marcelo Amado Djaló Taritolay dit Marcelo, né le 8 octobre 1993 à Barcelone, est un footballeur international bissaoguinéen qui évolue au poste de défenseur à Buriram United. Il possède également la nationalité espagnole.

## Biographie

### En club
Le 3 juillet 2017, il rejoint le club londonien de Fulham. Le 15 août 2018, il est prêté à l'Extremadura Unión Deportiva.

### En sélection nationale
Il reçoit sa première sélection en équipe de Guinée-Bissau le 8 juin 2019, en amical contre l'Angola (défaite 2-0). Toutefois, ce match n'est pas reconnu par la FIFA.
Marcelo Djalo participe avec la Guinée-Bissau à la Coupe d'Afrique des nations 2019. Il fait ses débuts internationaux officiels lors de ce tournoi, le 29 juin, dans un match contre Bénin (score : 0-0). En décembre 2023, il est retenu dans la liste des vingt-cinq joueurs bissao-guinéens sélectionnés par Baciro Candé pour disputer la Coupe d'Afrique des nations 2023.